# Абдул Салам Ареф
А́бдул Сала́м Муха́ммед А́реф (араб. عبد السلام عارف; 21 травня 1921 — 13 квітня 1966) — іракський військовик, державний та політичний діяч, міністр внутрішніх справ, президент Іраку від 1963 до 1966 року. Відіграв провідну роль у поваленні монархії. Маючи підтримку в армії та в партії Баас, Ареф став президентом після повалення Абдель Керіма Касема. Загинув в результаті авіакатастрофи на півдні Іраку.

## Життєпис
Народився 21 травня 1921 року в Багдаді, в родині торговця тканинами, який переїхав до столиці з Фаллуджі. 1934 року закінчив школу, після чого вступив до військового коледжу. 1941 року закінчив його, отримавши звання другого лейтенанта.
1948 року вирушив до Палестини на війну проти Ізраїлю. Після повернення на батьківщину увійшов до складу Головного командування збройних сил Іраку. 1951 року у складі британських підрозділів Ареф був відряджений на навчання в Дюссельдорф (Німеччина). Після повернення на батьківщину отримав звання генерал-майора.
Після повалення монархії Абдель Керім Касем очолив уряд і міністерство оборони Іраку, а Ареф став віце-прем'єром і міністром внутрішніх справ.

### Президентство
Після військового перевороту 1963 року Абдул Салам Ареф був обраний новим президентом країни, посаду голови уряду обійняв Ахмед Хасан аль-Бакр. До влади прийшла партія «Баас», яка за допомогою національної гвардії почала репресії проти комуністів та інших опозиційних сил. Від лютого до листопада 1963 року було вбито близько 5 тисяч осіб, а понад 10 тисяч — ув'язнено. Разом з тим зростали внутрішні суперечності на тлі перемовин щодо об'єднання Іраку з Єгиптом, результатом чого став розпад соціалістичного блоку. Репресії підірвали довіру землевласників і селян до уряду. Водночас на півночі почались чергові військові дії проти курдських повстанців.
Спроби Баас знайти вихід з положення, що склалось, призвели до загострення суперечностей у партійному керівництві. У вересні у верхівці партії утворились два угруповання, суперечності між якими переросли у військові сутички. Ареф скористався ситуацією, що склалась, і 18 листопада за підтримки військовиків організував державний переворот, усунувши бааситів від влади. Багатьох лідерів партії було заарештовано; серед заарештованих був і Саддам Хусейн — майбутній президент Іраку. У січні 1964 року пост глави уряду втратив Ахмед Хасан аль-Бакр, на його місце прийшов Тахір Ях'я. Таким чином Ареф зосередив у своїх руках всю повноту влади й установив у країні режим військової диктатури.
Абдул Салам Ареф формально визнав незалежність Кувейту, але не його кордони, встановлені Великою Британією. Він висунув територіальні претензії на острови Бубіян та Ель-Варба, а також на південну околицю іракського родовища нафти Ер-Румайла.
2 квітня 1965 року в північній частині Іраку знову почались військові дії з курдами. Лінія фронту розтягнулась на 500 кілометрів — від Захо до Ханакіна проти повстанців було кинуто 50 тисяч урядових військ. Іракська армія обстрілювала мирне населення курдських міст і проводила каральні рейди проти курдського населення в містах Кіркук, Ербіль і Захо.

### Загибель
Увечері 13 квітня вертоліт з президентом вилетів з Басри до Багдада. Слідом за ним вилетіли ще два вертольоти, які досягнули пункту призначення. Однак вертоліт з президентом так і не з'явився. Уламки вертольоту були знайдені вранці наступного дня на березі річки Шатт-ель-Араб біля району Ель-Куна. Ніхто з пасажирів, які перебували на борту, не вижив.
13 грудня 2004 року невідомі злочинці у власному будинку вбили дочку Арефа, Сану Абдул Салам, разом з її чоловіком.